# Monumenti di Ascoli Piceno

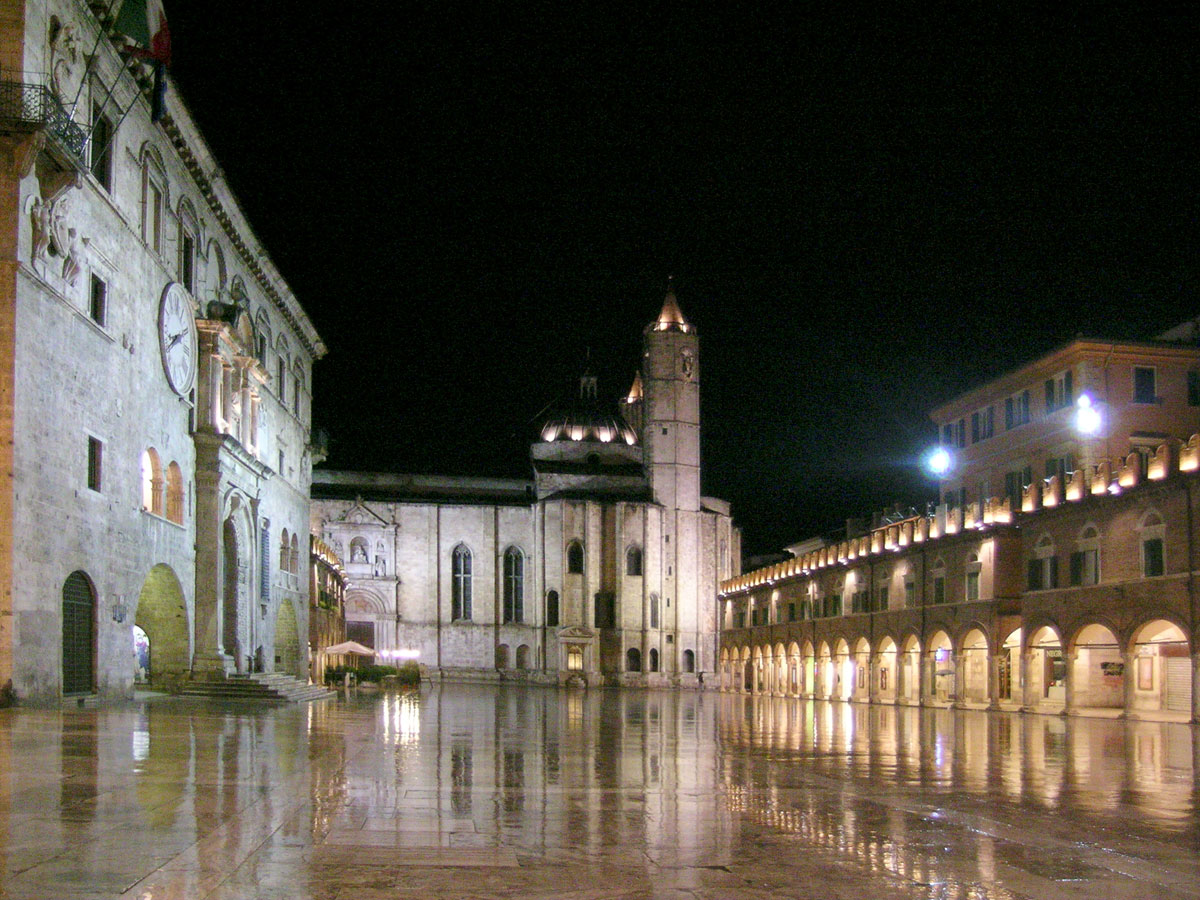
Veduta in notturna della rinascimentale piazza del Popolo.

Ascoli Piceno è una città d'arte nelle Marche al confine con l'Abruzzo, tra le più monumentali della penisola. Il suo centro storico costruito in travertino, una roccia sedimentaria calcarea estratta dalle cave presenti nel territorio, ha come fulcro la rinascimentale piazza del Popolo, considerata tra le più belle piazze d’Italia.
Negli anni ottanta fu candidata a diventare Patrimonio dell'umanità (UNESCO), entrando nella Tentative list insieme all’altra città marchigiana Urbino.

## Chiese
| - Battistero di San Giovanni, - Cattedrale di Sant'Emidio, - Chiesa dell'Angelo Custode, - Chiesa del Cuore Immacolato di Maria, - Chiesa della Madonna delle Grazie (Castel Trosino), - Chiesa della Madonna del Ponte, - Chiesa dell'Immacolata Concezione, - Chiesa del Sacro Cuore, - Chiesa di Sant'Agostino, - Chiesa di Sant'Alessandro Magno (Trivigliano-Villa Pagani), - Chiesa di Sant'Angelo Magno, - Chiesa della Santissima Annunziata, - Chiesa di Sant'Antonio (Villa Sant'Antonio), - Chiesa di Sant'Antonio Abate, - Chiesa di San Bartolomeo, - Chiesa di San Bartolomeo (Piagge), - Chiesa di San Benedetto Abate, - Chiesa di San Cristoforo, - Chiesa del Santissimo Crocifisso dell'Icona, | - Chiesa di Sant'Emidio (Tronzano), - Chiesa di San Filippo Neri (Villa Sant'Antonio), - Chiesa di San Flaviano (Casalena), - Chiesa di San Francesco, - Chiesa di San Giacomo Apostolo, - Chiesa di San Giacomo (Polesio), - Chiesa di San Giuliano, - Chiesa di Santa Giusta (Giustimana), - Chiesa di San Gregorio Magno, - Chiesa di San Gregorio Magno (Talvacchia), - Chiesa di San Lorenzo Martire (Castel Trosino), - Chiesa di Santa Maria del Buon Consiglio, - Chiesa di Santa Maria della Carità, - Chiesa di Santa Maria del Carmine, - Chiesa di Santa Maria Goretti, - Chiesa di Santa Maria delle Donne, - Chiesa di Santa Maria Intervineas, | - Chiesa di Maria Santissima Assunta (Venagrande), - Chiesa di Santa Margherita Nuova (Morignano), - Chiesa di Santa Maria a Corte (Santa Maria a Corte), - Chiesa di Santa Martino (San Martino di Lisciano), - Chiesa di San Michele Arcangelo (Lisciano), - Chiesa di San Michele Arcangelo (Vitavello), - Chiesa di Sant'Onofrio, - Chiesa di San Pietro Martire, - Chiesa dei Santi Pietro e Paolo, - Chiesa di San Serafino da Montegranaro, - Chiesa di Santa Teresa del Bambin Gesù (Taverna di Mezzo), - Chiesa di San Tommaso Apostolo, - Chiesa di San Venanzio, - Chiesa dei Santi Vincenzo e Anastasio, - Chiesa di San Vittore, - Cripta di Sant'Emidio, - Tempietto di Sant'Emidio Rosso, - Tempietto di Sant'Emidio alle Grotte, |  |

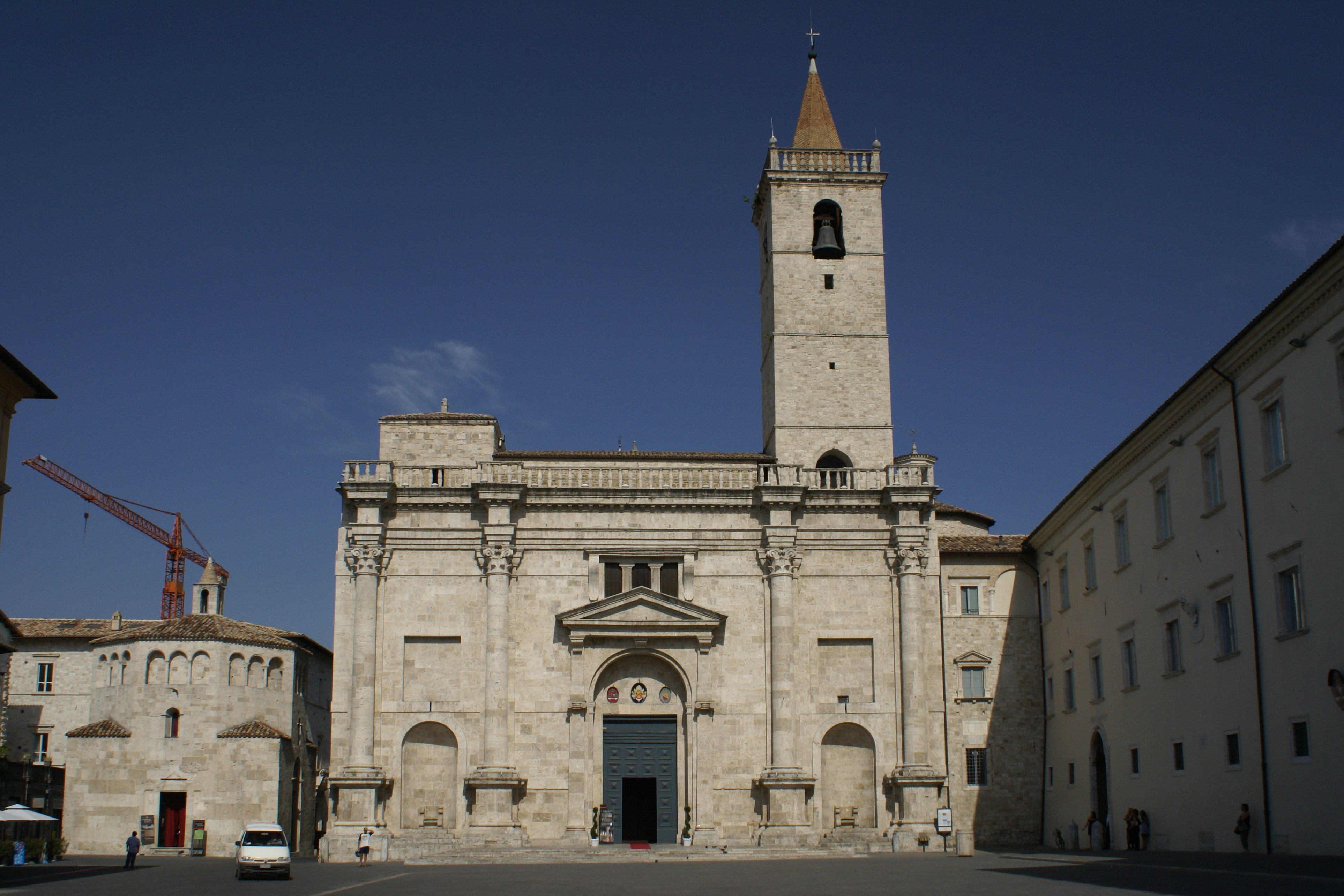
Cattedrale di Sant'Emidio
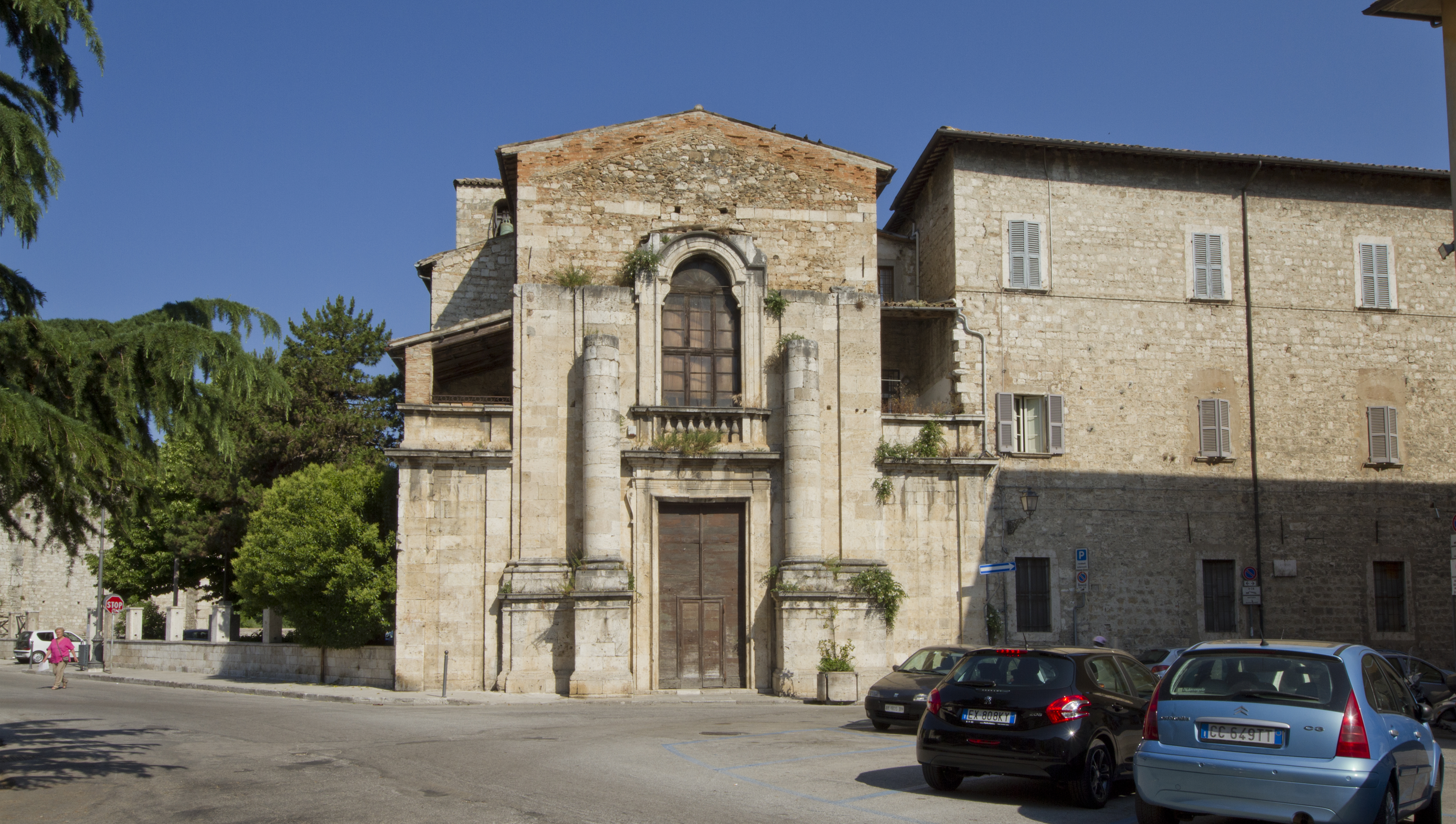
Chiesa dell'Angelo Custode
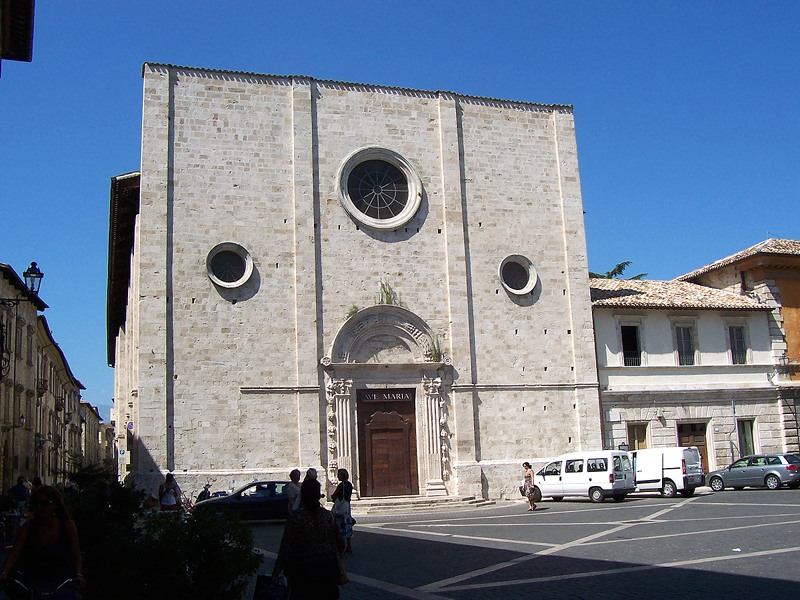
Chiesa di Sant'Agostino
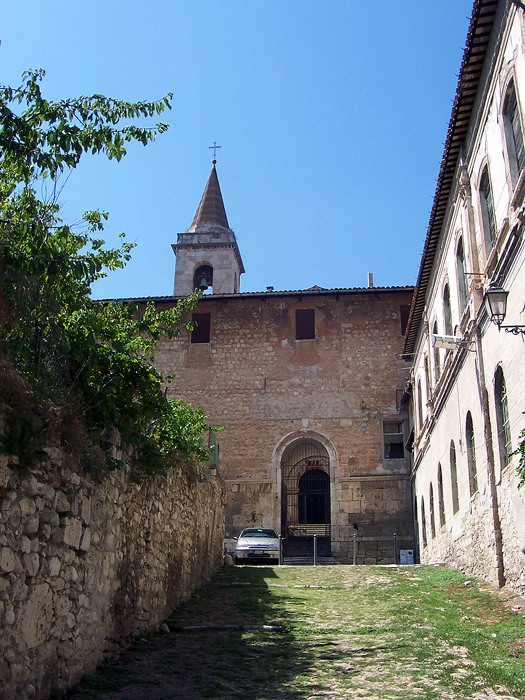
Chiesa di Sant'Angelo Magno
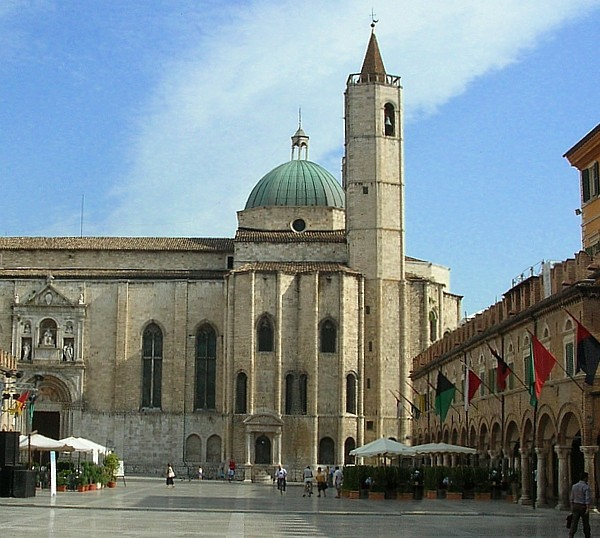
Chiesa di San Francesco
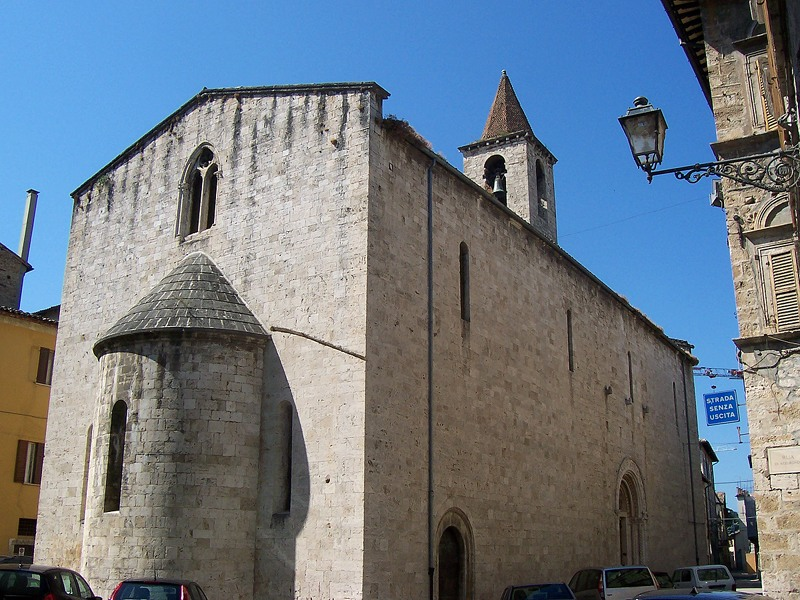
Chiesa di San Giacomo Apostolo
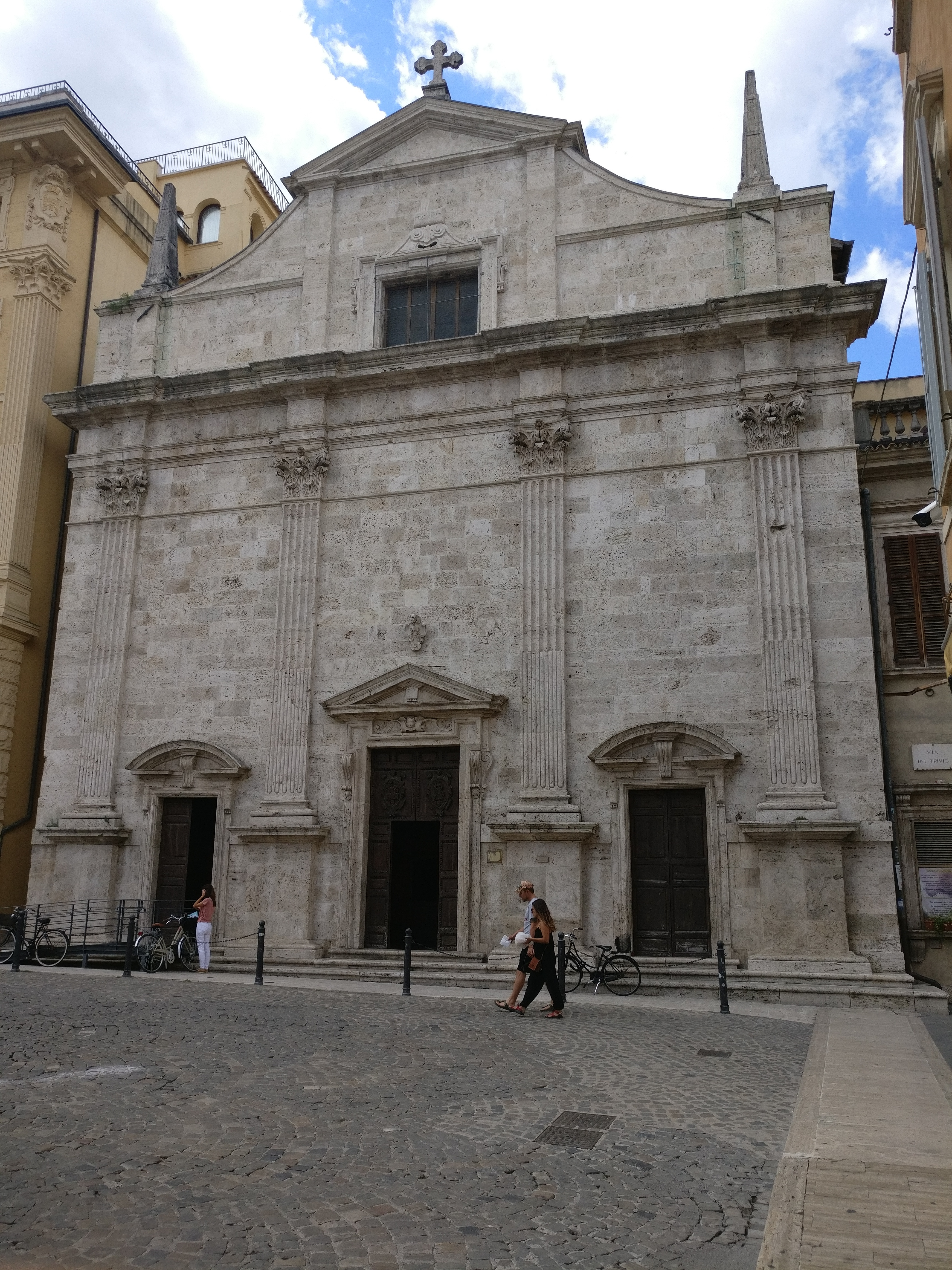
Chiesa di Santa Maria della Carità
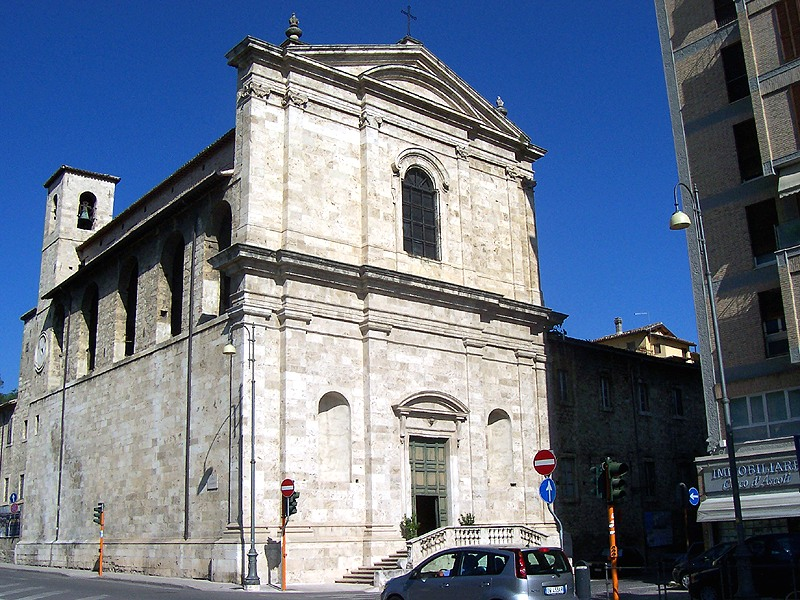
Chiesa di Santa Maria del Carmine
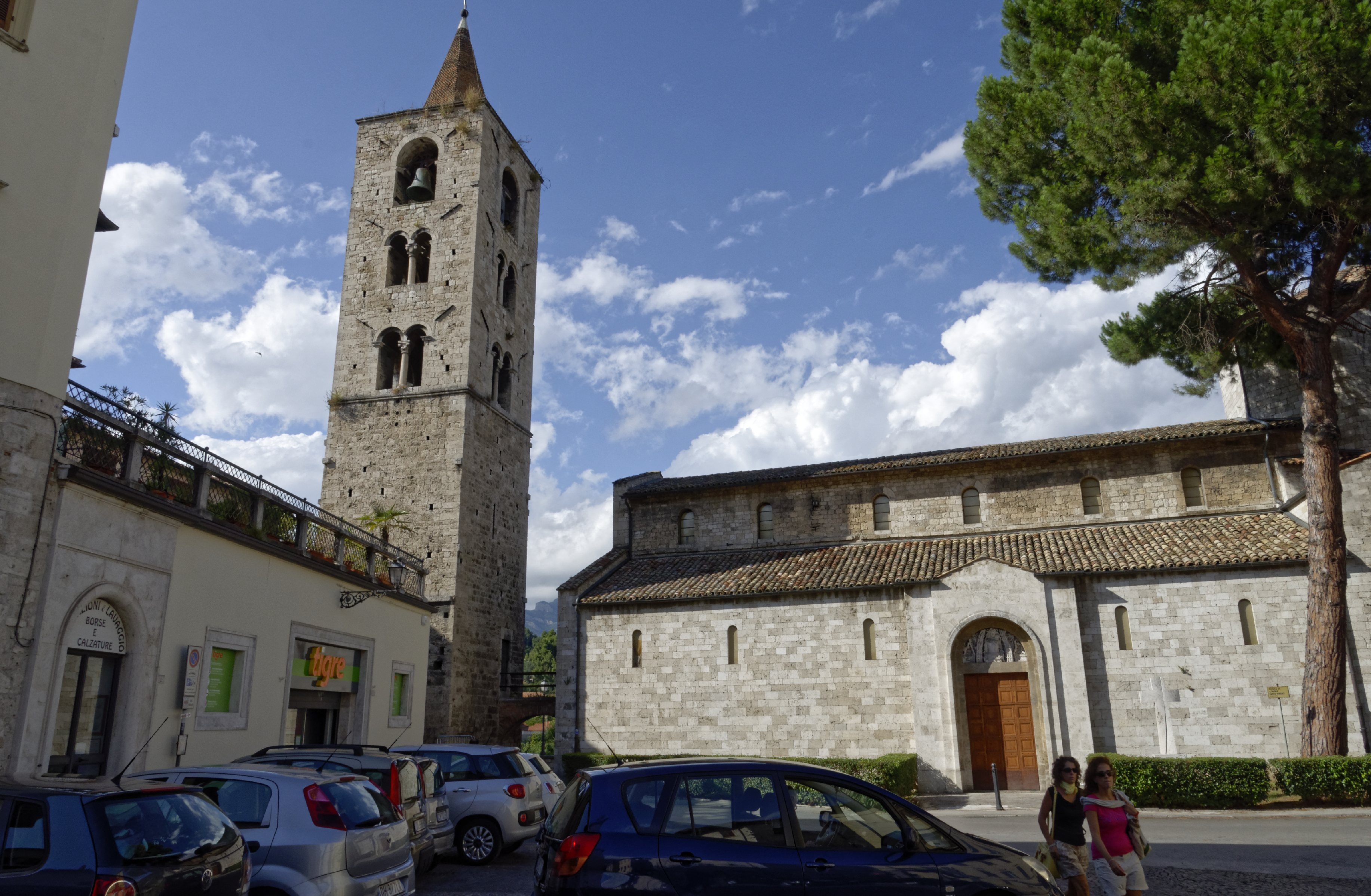
Chiesa di Santa Maria Intervineas
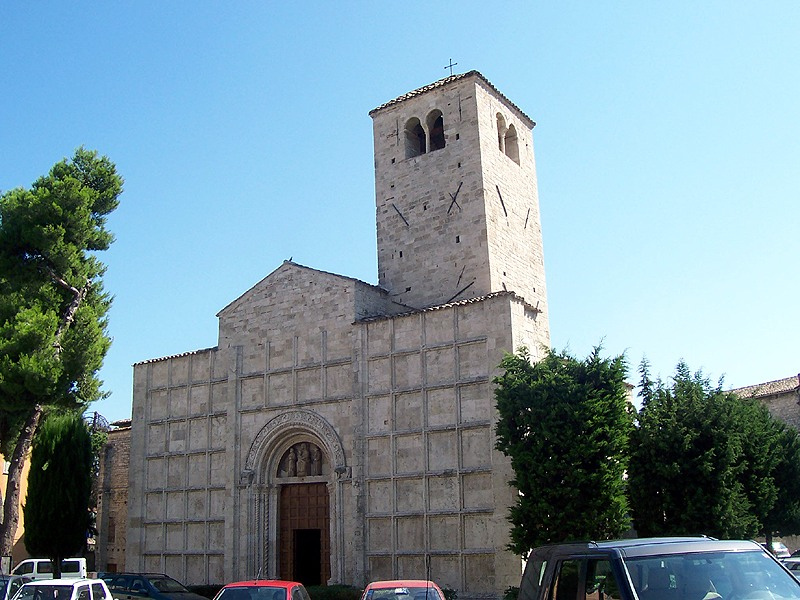
Chiesa dei Santi Vincenzo e Anastasio
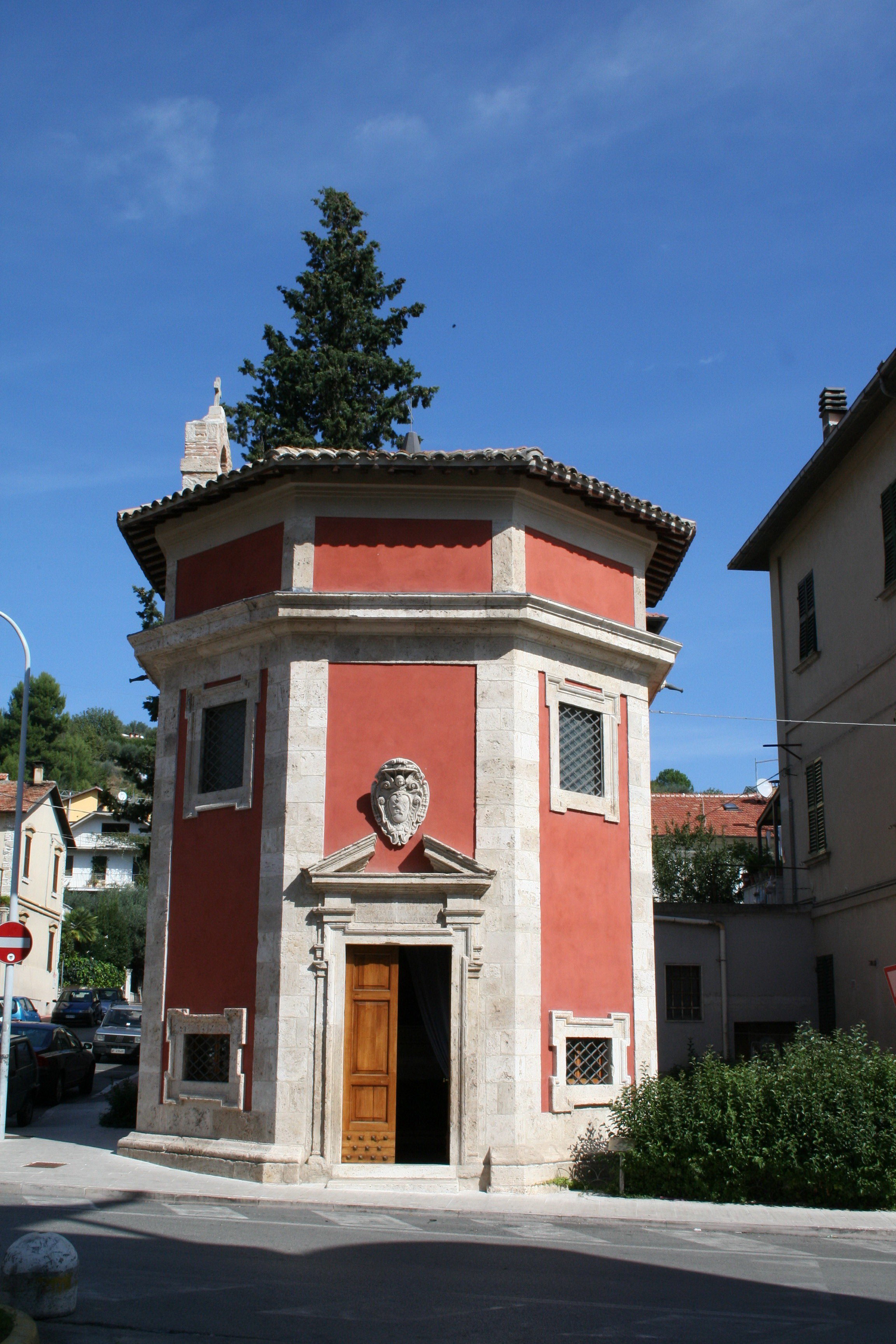
Tempietto di Sant'Emidio Rosso
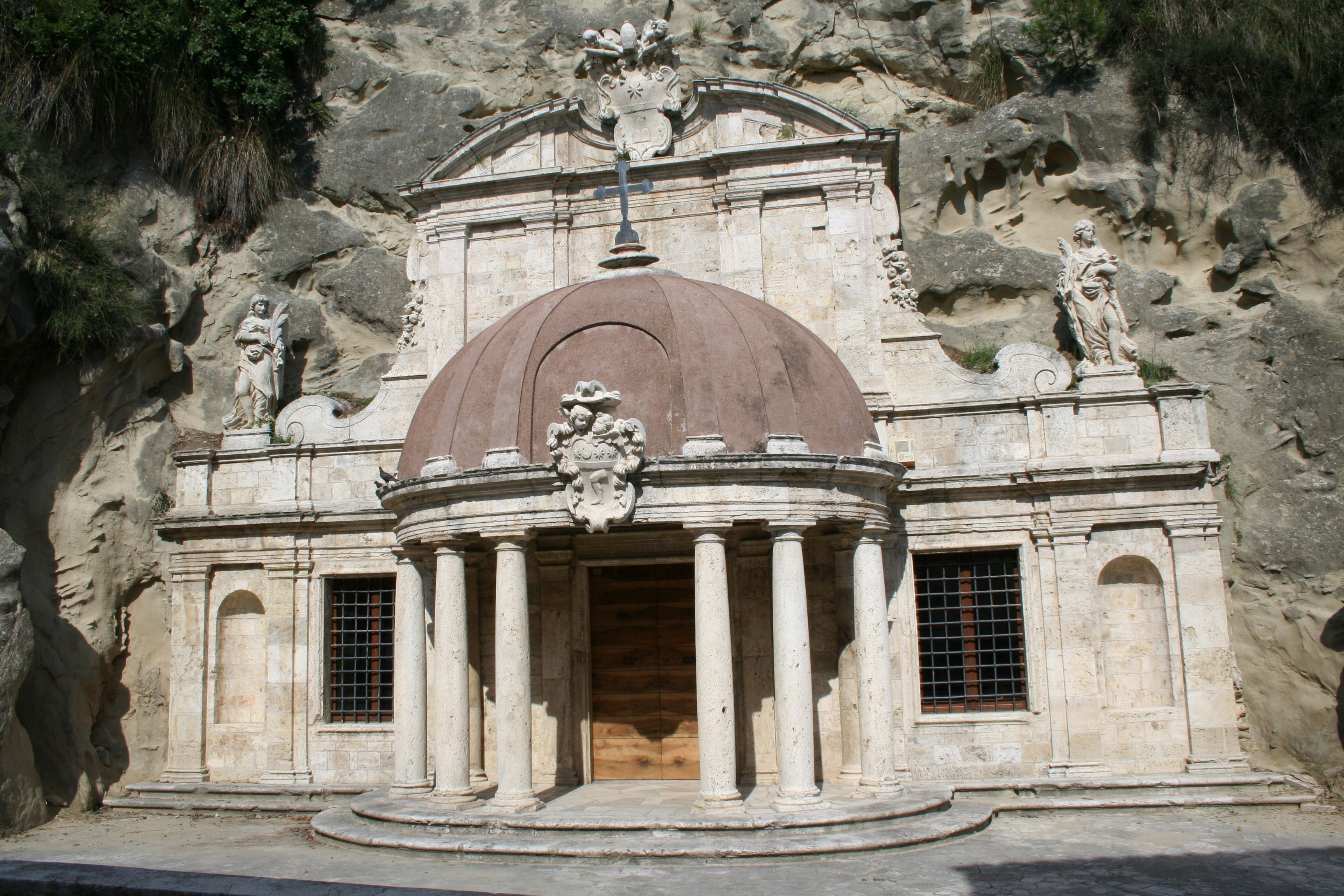
Tempietto di Sant'Emidio alle Grotte

## Chiese sconsacrate

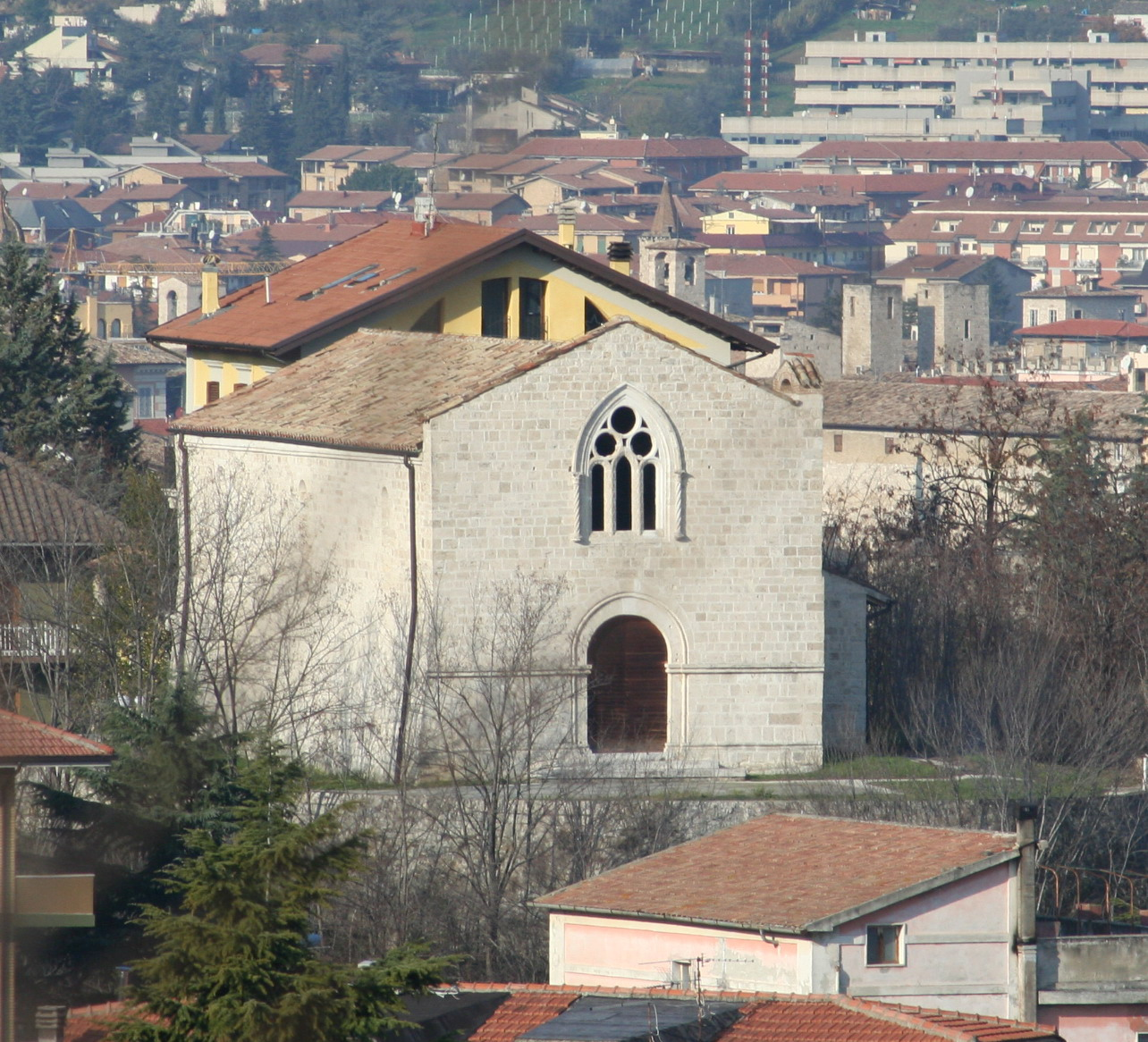
La chiesa romanica di San Salvatore di Sotto.

- Chiesa della Confraternita dei Sacconi,
- Chiesa di Sant'Andrea Apostolo,
- Chiesa di Santa Croce ai Templari,
- Chiesa di Sant'Egidio,
- Chiesa di Sant'Ilario,
- Chiesa di Santa Maria del Lago,
- Chiesa di Santa Maria delle Stelle,
- Chiesa di San Pietro in Castello,
- Chiesa di San Salvatore di Sopra,
- Chiesa di San Salvatore di Sotto,
- Tempio di San Francesco di Paola,

## Chiostri

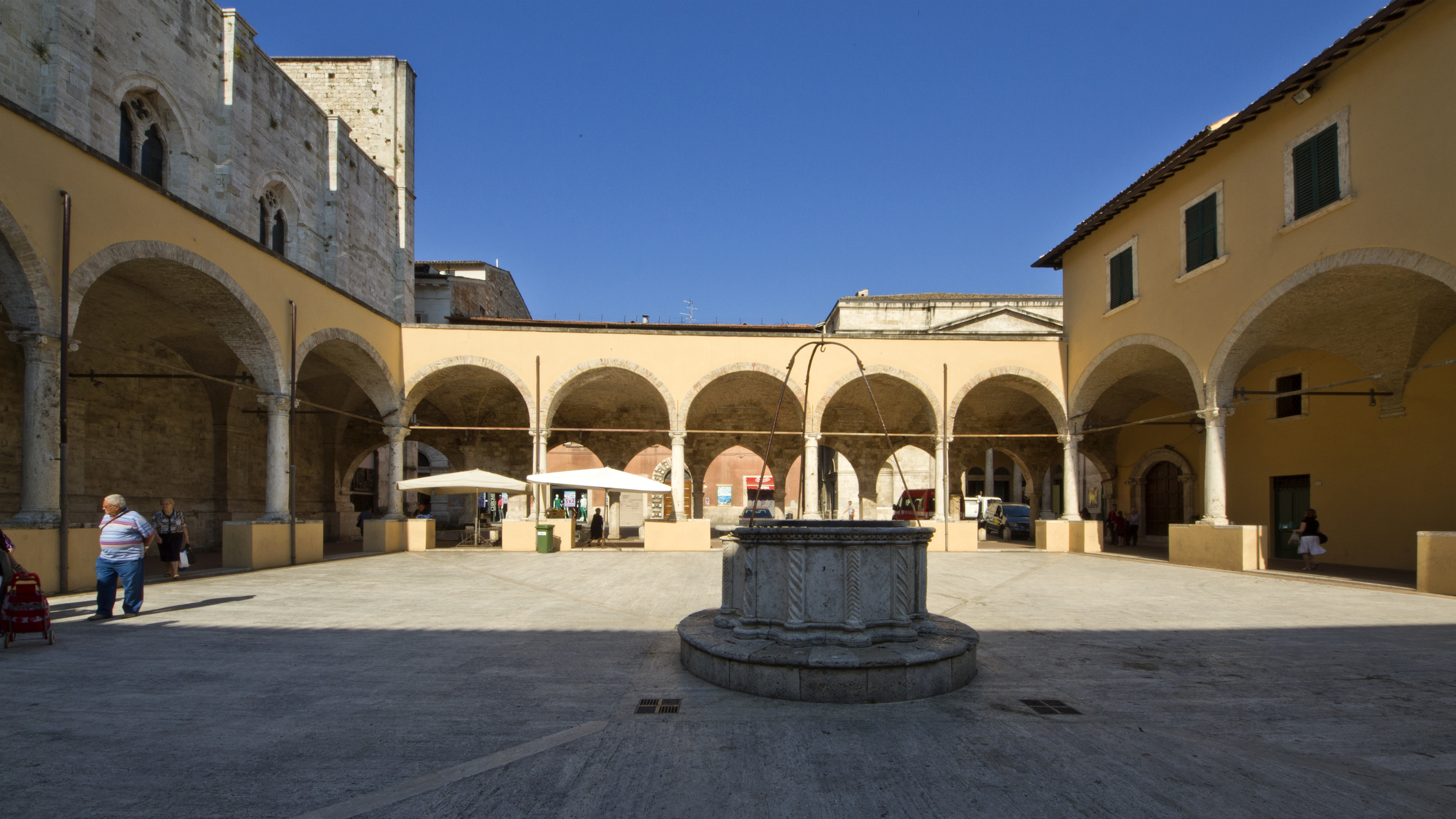
Il chiostro Maggiore di San Francesco.

- Chiostro Maggiore di San Francesco,
- Chiostro Minore di San Francesco,
- Chiostro di San Pietro e Paolo,
- Chiostro di Sant'Agostino,
- Chiostro di Sant'Antonio,

## Eremi
- Eremo di San Giorgio,
- Eremo di San Marco,

## Fontane

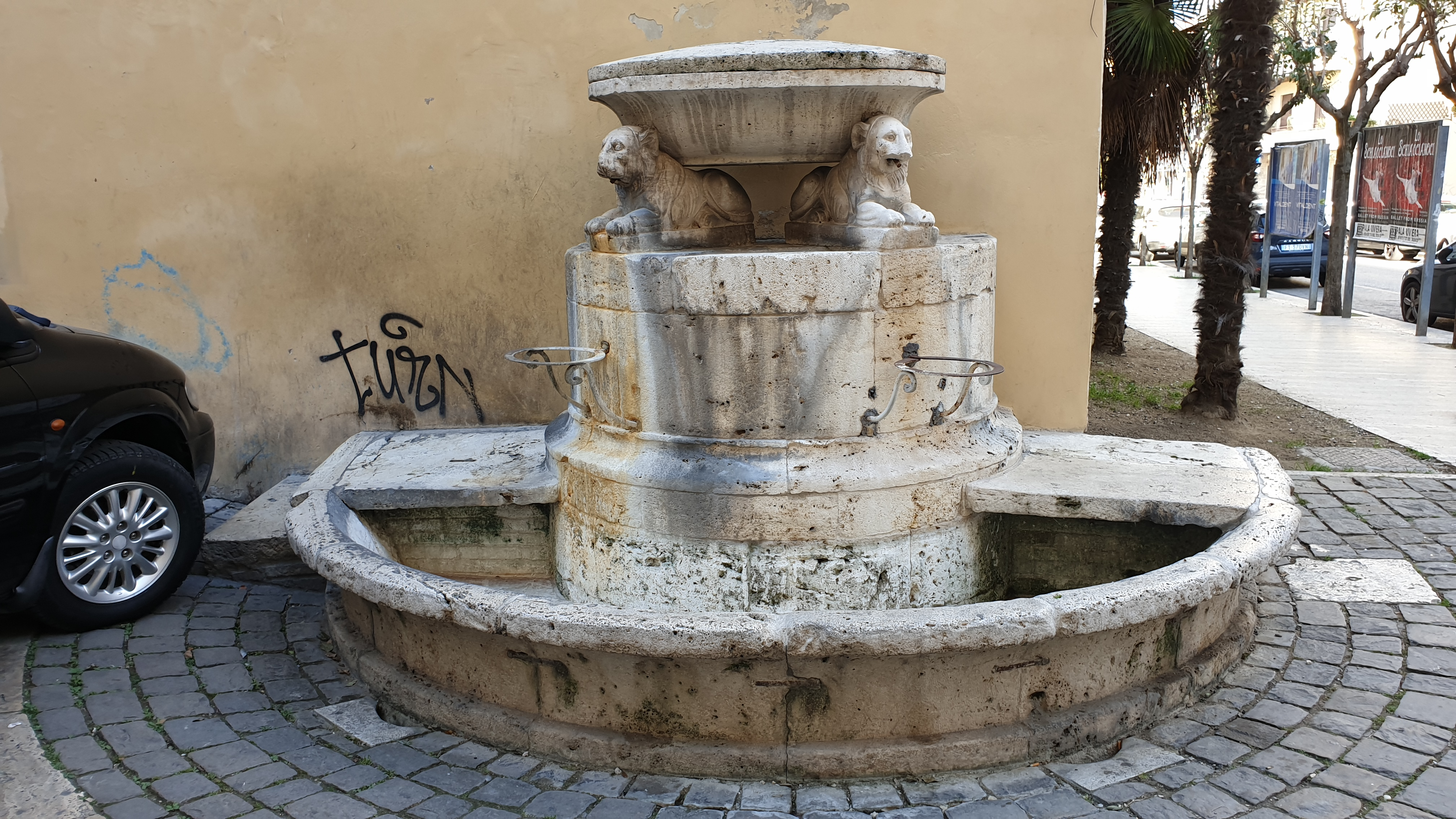
Fontana dei cani

- Fonte dei Cani,
- Fonte di via Pretoriana,
- Fonte di Sant'Emidio,

## Fortezze

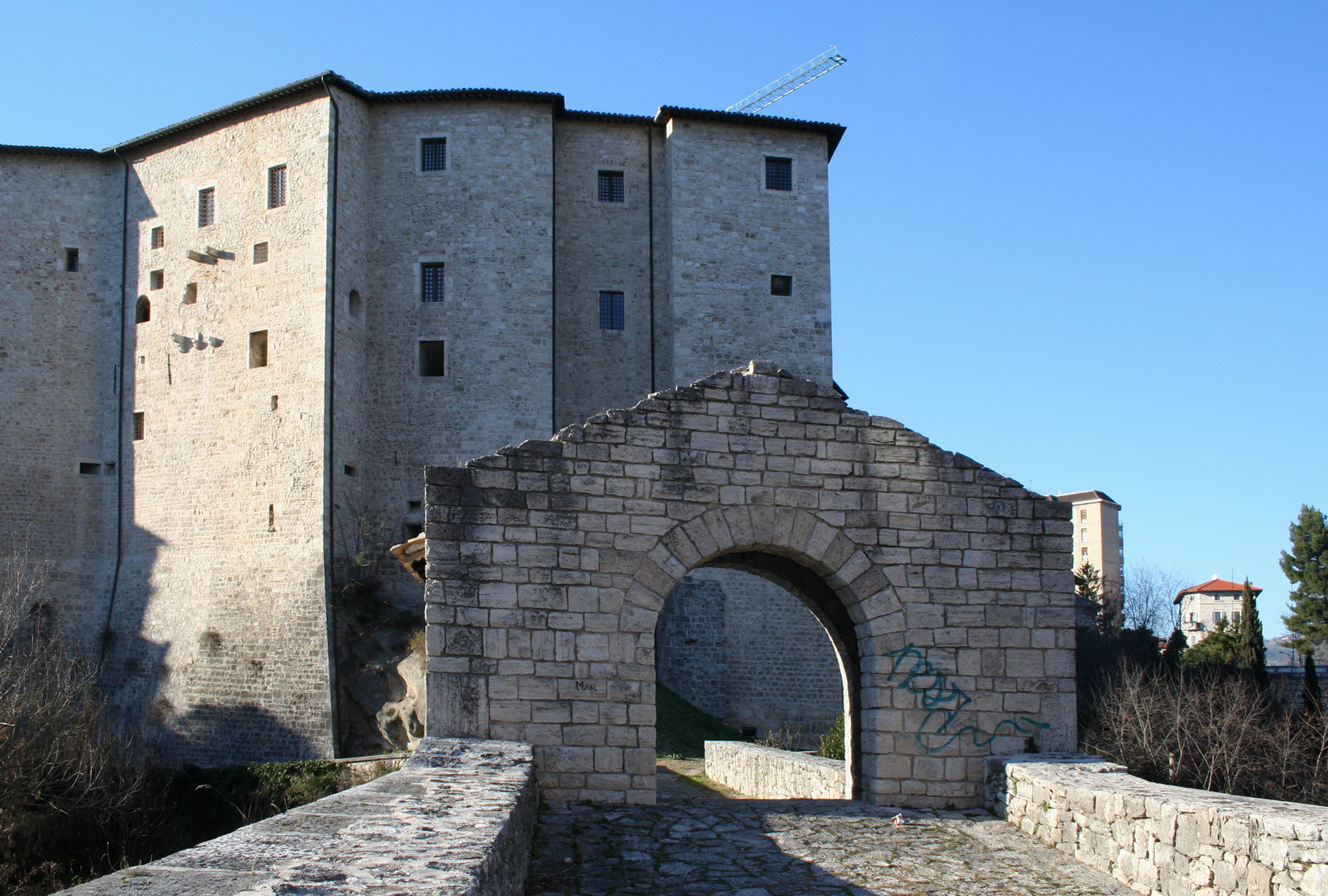
Il forte Malatesta visto dal ponte di Cecco.

- Forte Malatesta,
- Fortezza Pia,

## Musei
- Pinacoteca civica,
- Forte Malatesta,
- Galleria d'arte contemporanea "Osvaldo Licini",
- Museo dell'arte ceramica,
- Musei della Cartiera papale,
- Museo archeologico statale,
- Museo diocesano,
- PicenWorld museum,
- Emygdius museum,
- Museo-biblioteca "Francesco Antonio Marcucci",
- Museo-laboratorio della stampa d’arte

## Monumenti e opere architettoniche

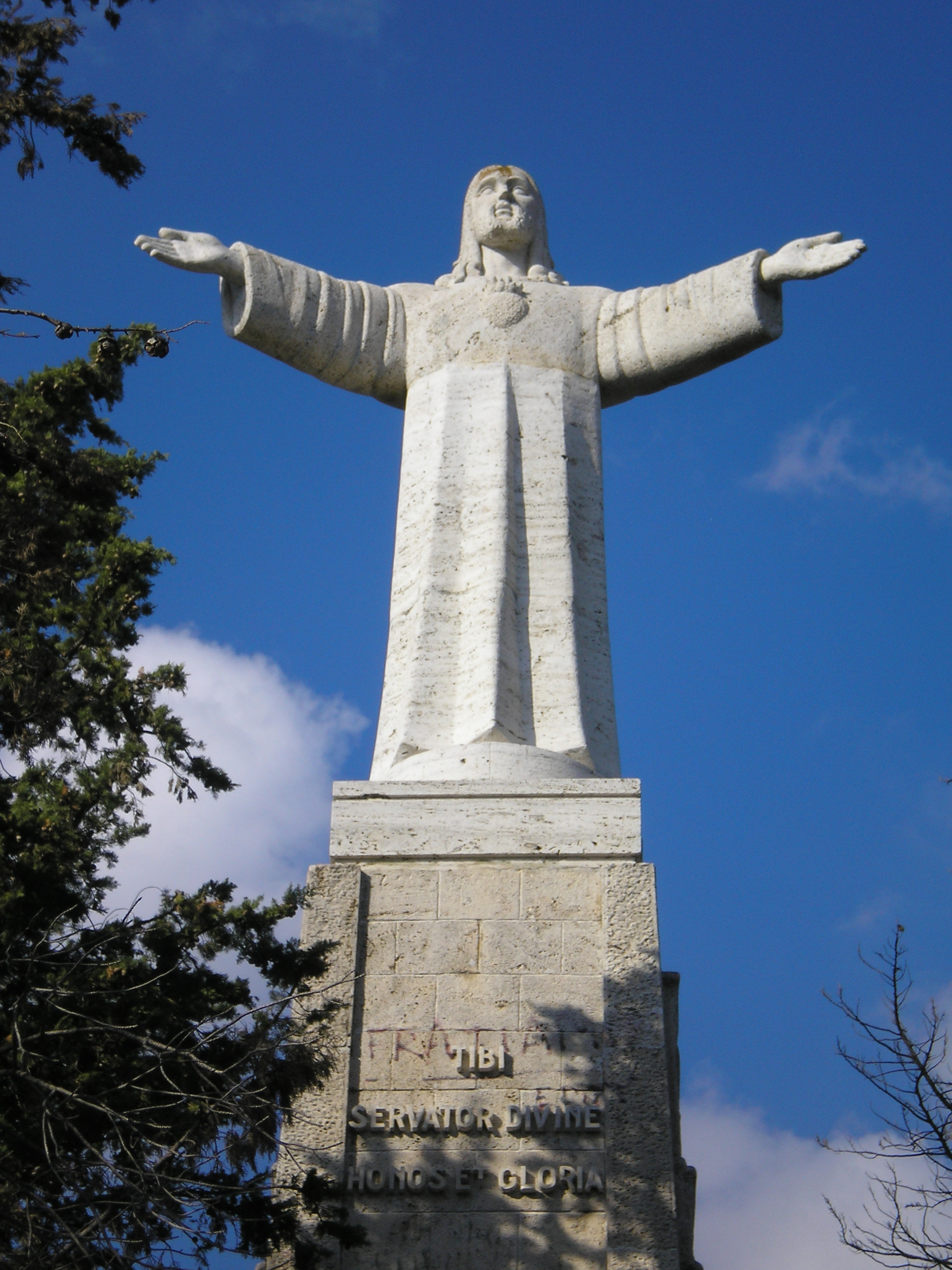
La statua del Cristo Redentore sulla collina del Sacro Cuore.

- Edicola di Lazzaro Morelli,
- Loggia dei Mercanti,
- Monumento ai Caduti,
- Monumento a Cecco d'Ascoli,
- Monumento a Vittorio Emanuele II,
- Porta della Musa,
- Portale barocco,
- Statua del Cristo Redentore,

## Opere d'arte
- Il Piviale di Niccolò IV,
- Polittico di Carlo Crivelli,

## Palazzi
| - Caffè Meletti, - Cartiera papale, - Caserma Umberto I, - Palazzo Alvitreti, - Palazzo dell'Arengo, - Palazzo Ambrosi Sacconi Natali, - Palazzo Bazzani, - Palazzo Bonaparte, - Palazzo Bonaccorsi, - Palazzo Carfratelli Seghetti, - Palazzo dei Capitani del Popolo, - Palazzo Cataldi, - Palazzo Caucci Gallo Lenti, - Palazzo Centini-Piccolomini, | - Palazzo Colucci, - Palazzo del Comune, - Palazzo De Angelis, - Palazzo dell'Episcopio, - Palazzo Ferri, - Palazzo Flajani Bagalini, - Palazzo Giacomini, - Palazzo del Giustizia, - Palazzo del Governo, - Palazzo Laudi, - Palazzetto Longobardo, - Palazzo Malaspina, - Palazzo Matricardi, | - Palazzo Merli, - Palazzo Novelli, - Palazzo Parisani, - Palazzo Picca, - Palazzo Rovella, - Palazzo Sacconi, - Palazzo Saladini, - Palazzo Saladini Pilastri, - Palazzo Savini, - Palazzo Sgariglia, - Palazzo Sgariglia Dal Monte, - Palazzo Tarlazzi, - Palazzo Tranquilli, |

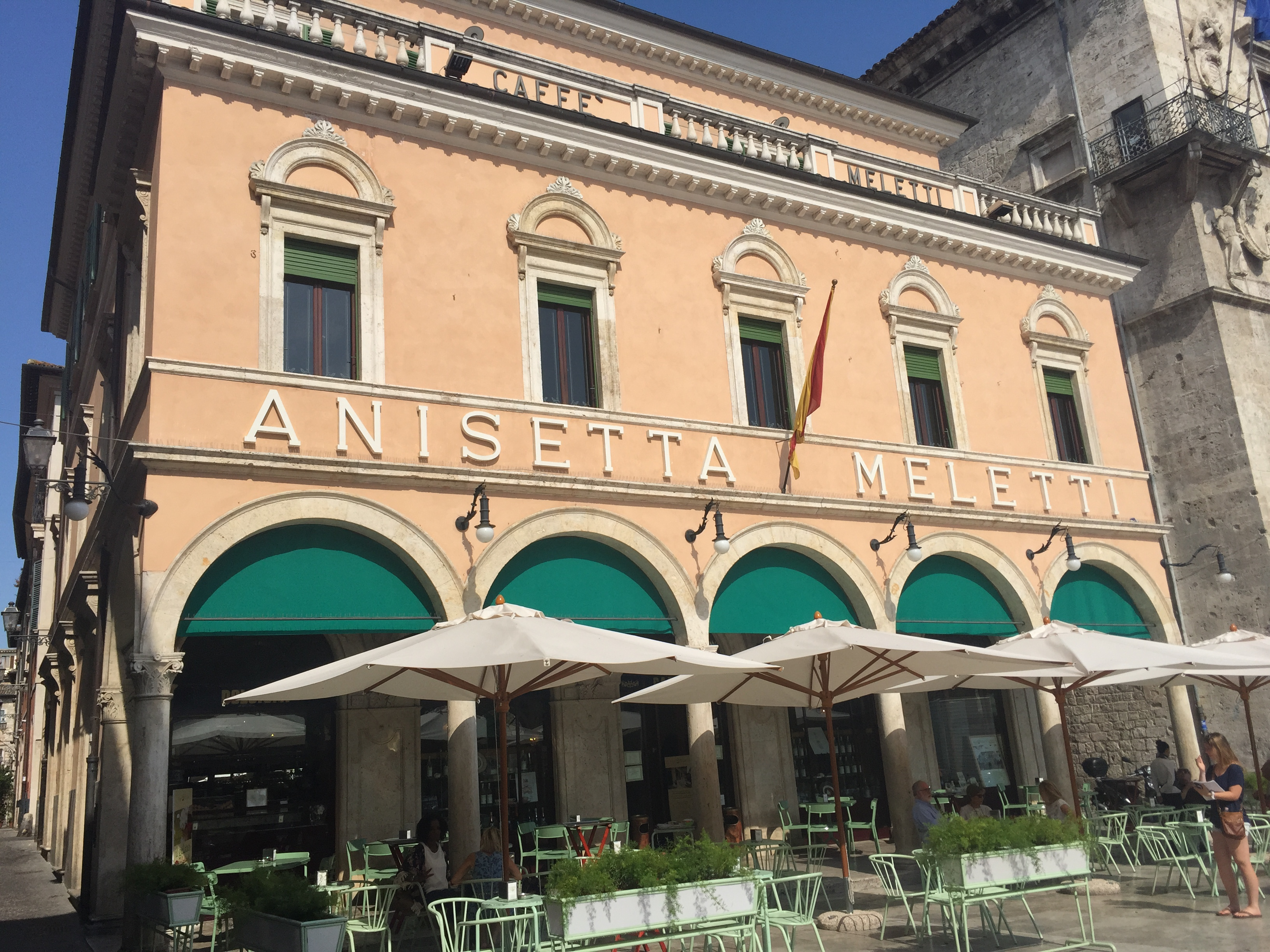
Caffè Meletti
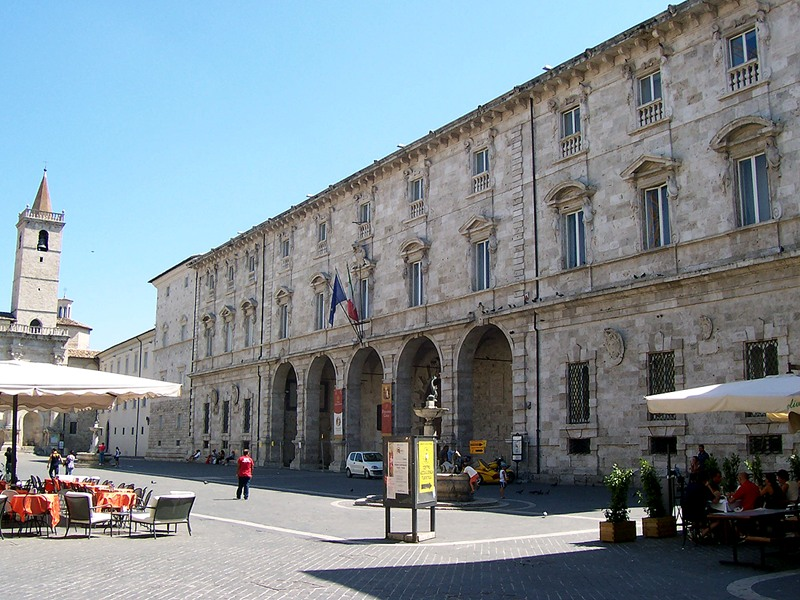
Palazzo dell'Arengo
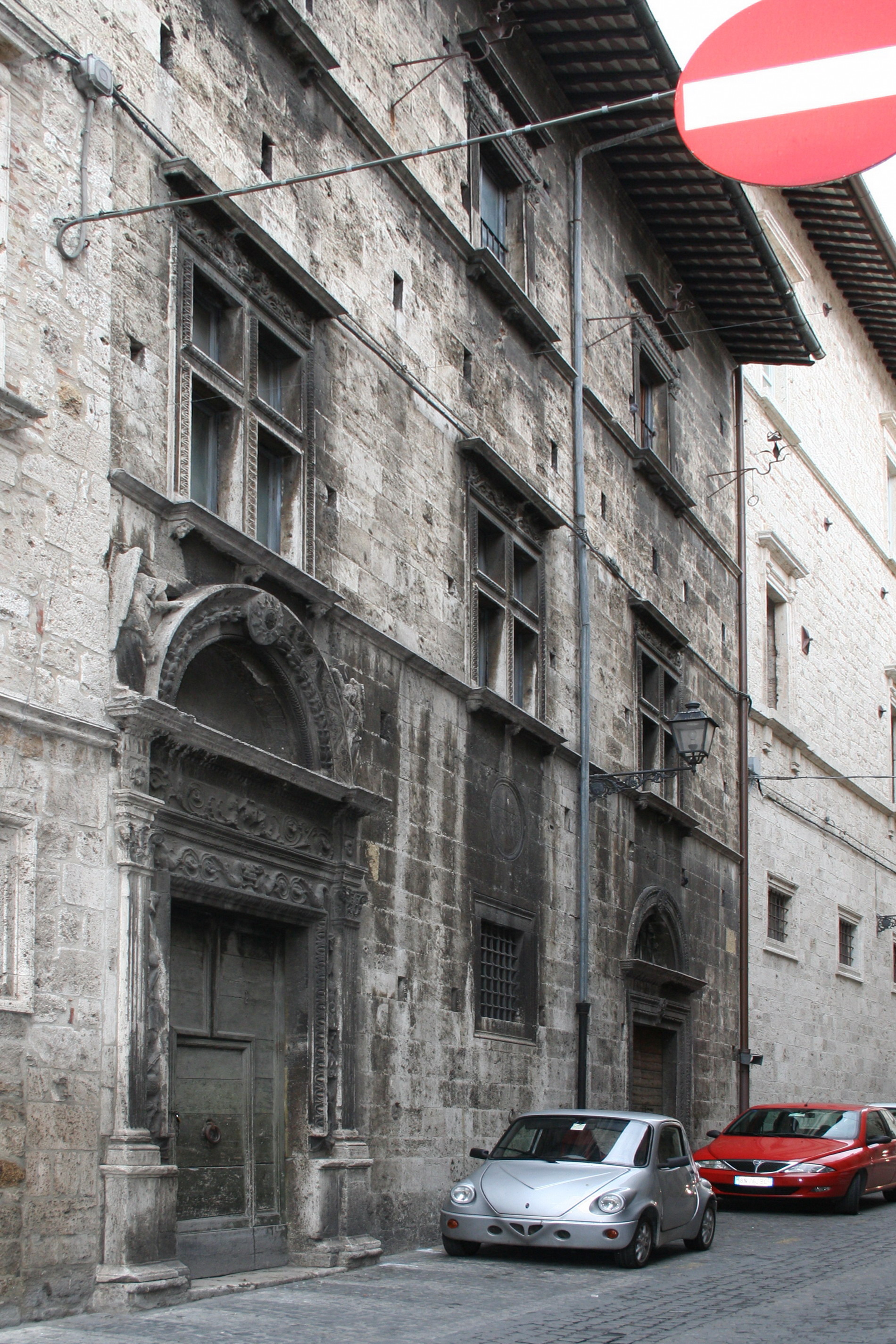
Palazzo Bonaparte
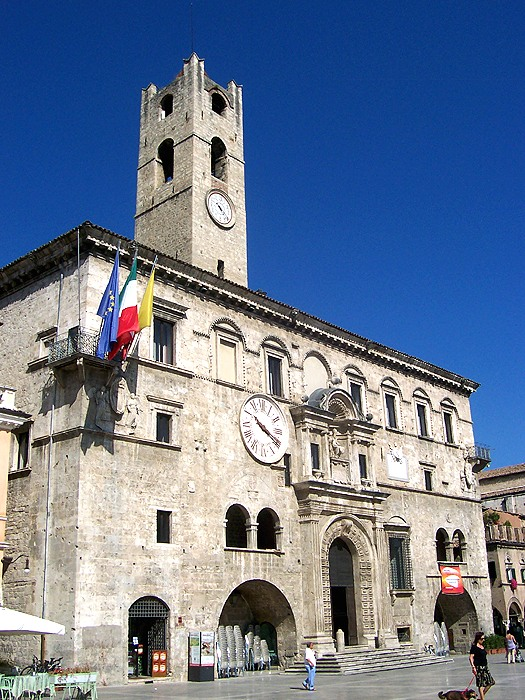
Palazzo dei Capitani del Popolo
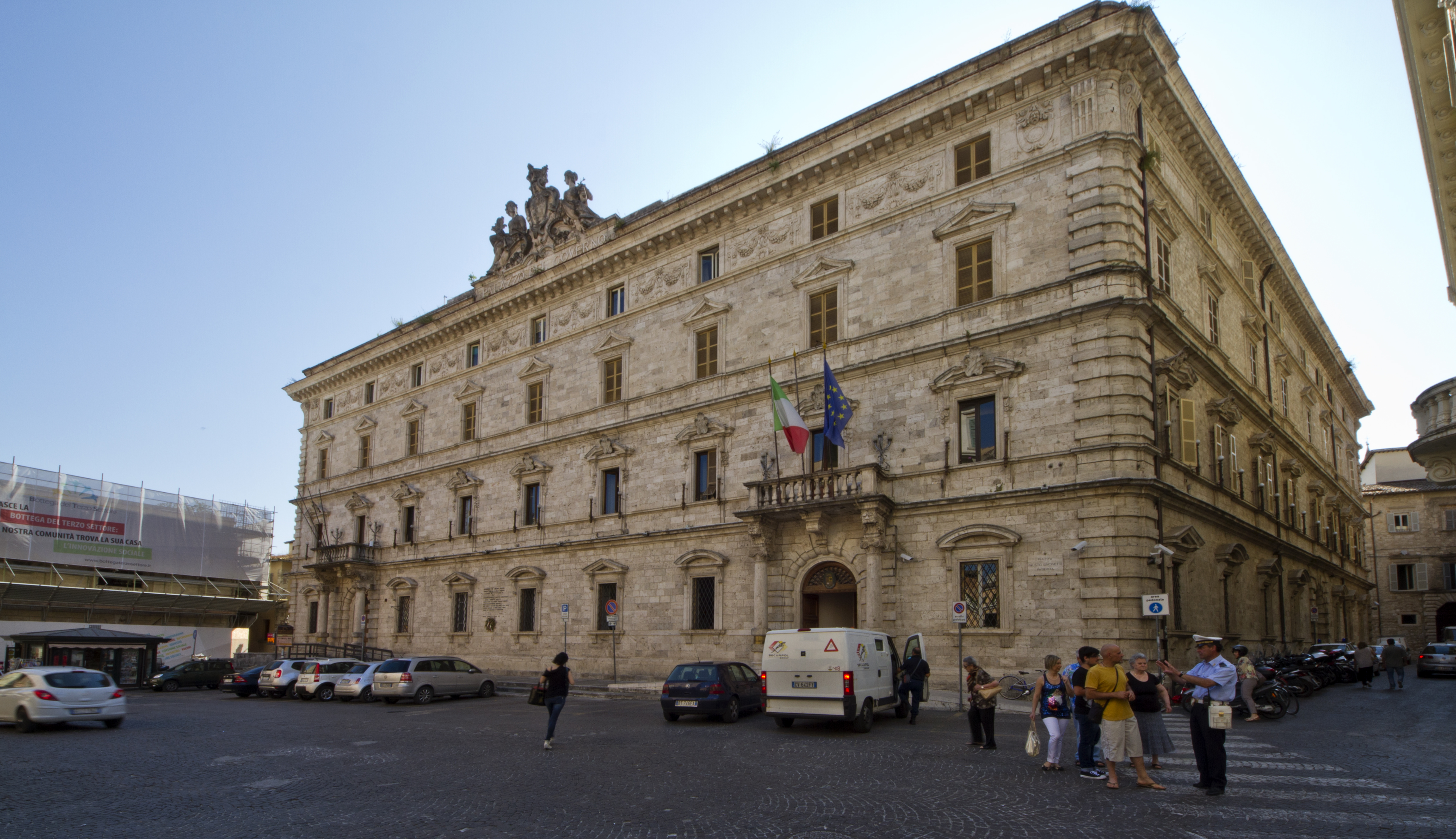
Palazzo del Governo
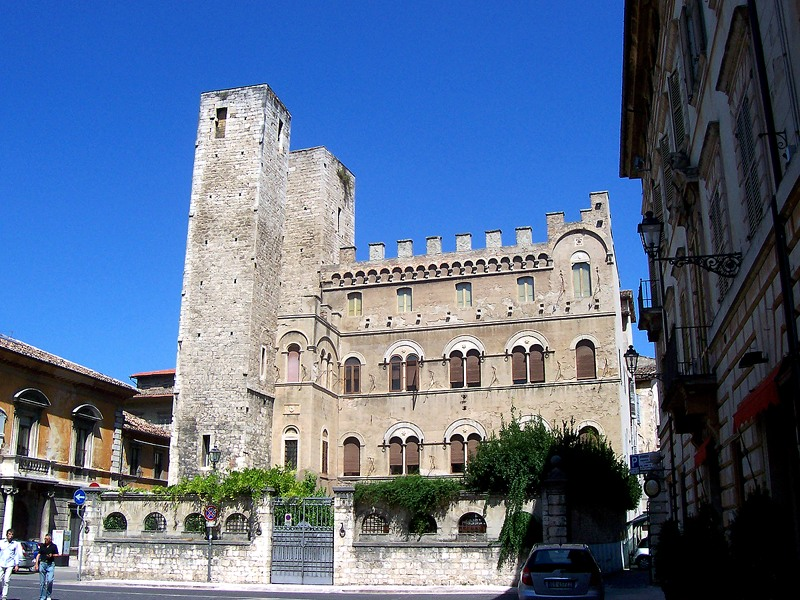
Palazzo Merli

## Piazze

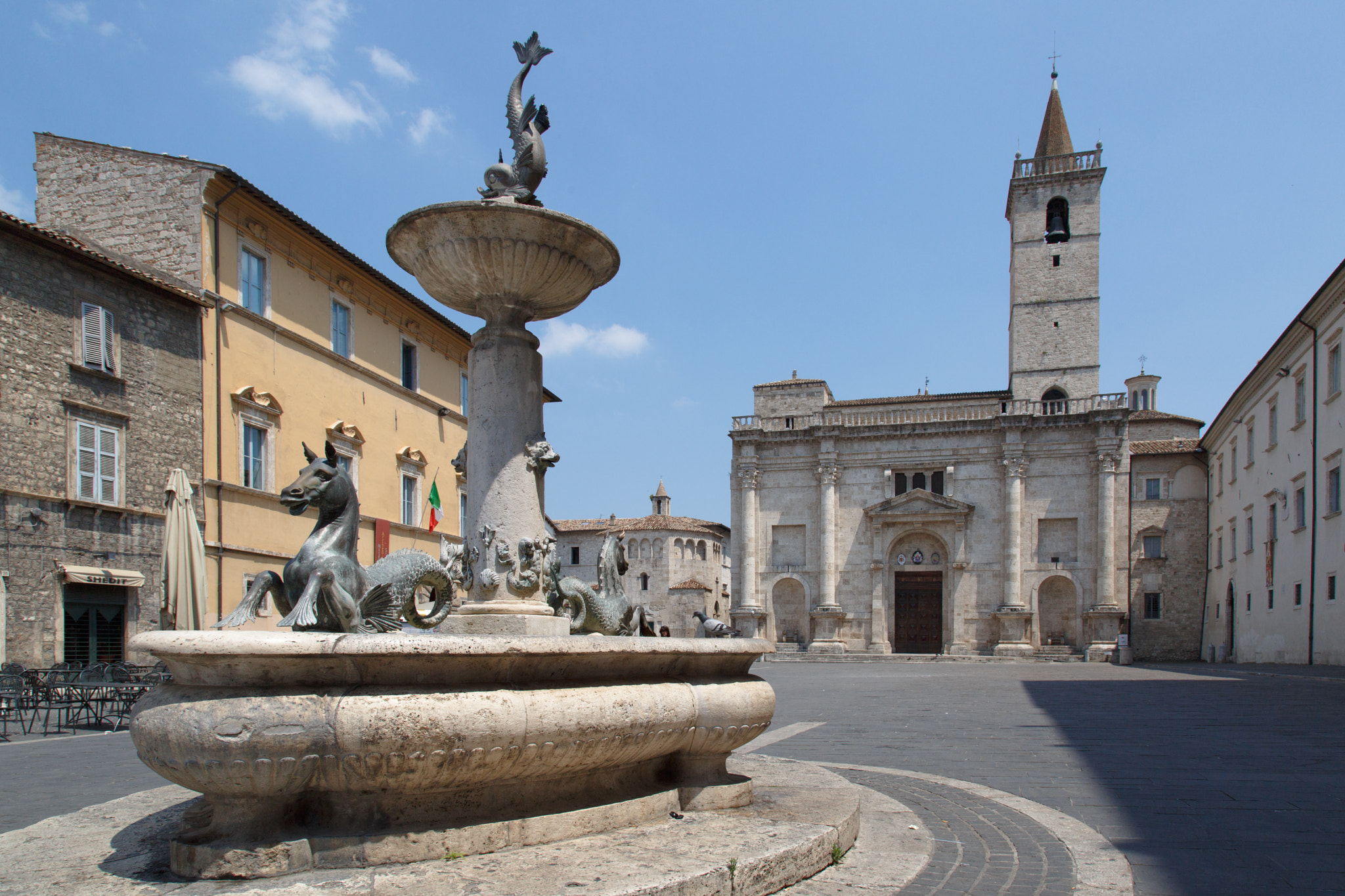
Visuale di Piazza Arringo, con una delle due fontane realizzate nel 1882.

- Piazza Antonio Bonfini,
- Piazza Arringo,
- Piazza Cecco d'Ascoli,
- Piazza del Popolo,
- Piazza Roma,
- Piazza Sant'Agostino,
- Piazza San Francesco,
- Piazza San Giacomo,
- Piazza Santa Maria Intervineas,
- Piazza San Tommaso,
- Piazza Serafino Orlini,
- Piazza Ventidio Basso,

## Ponti

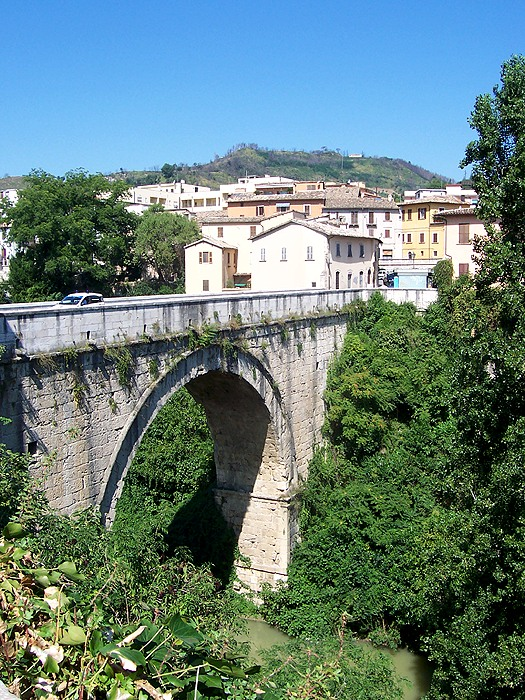
Il ponte romano di Solestà.

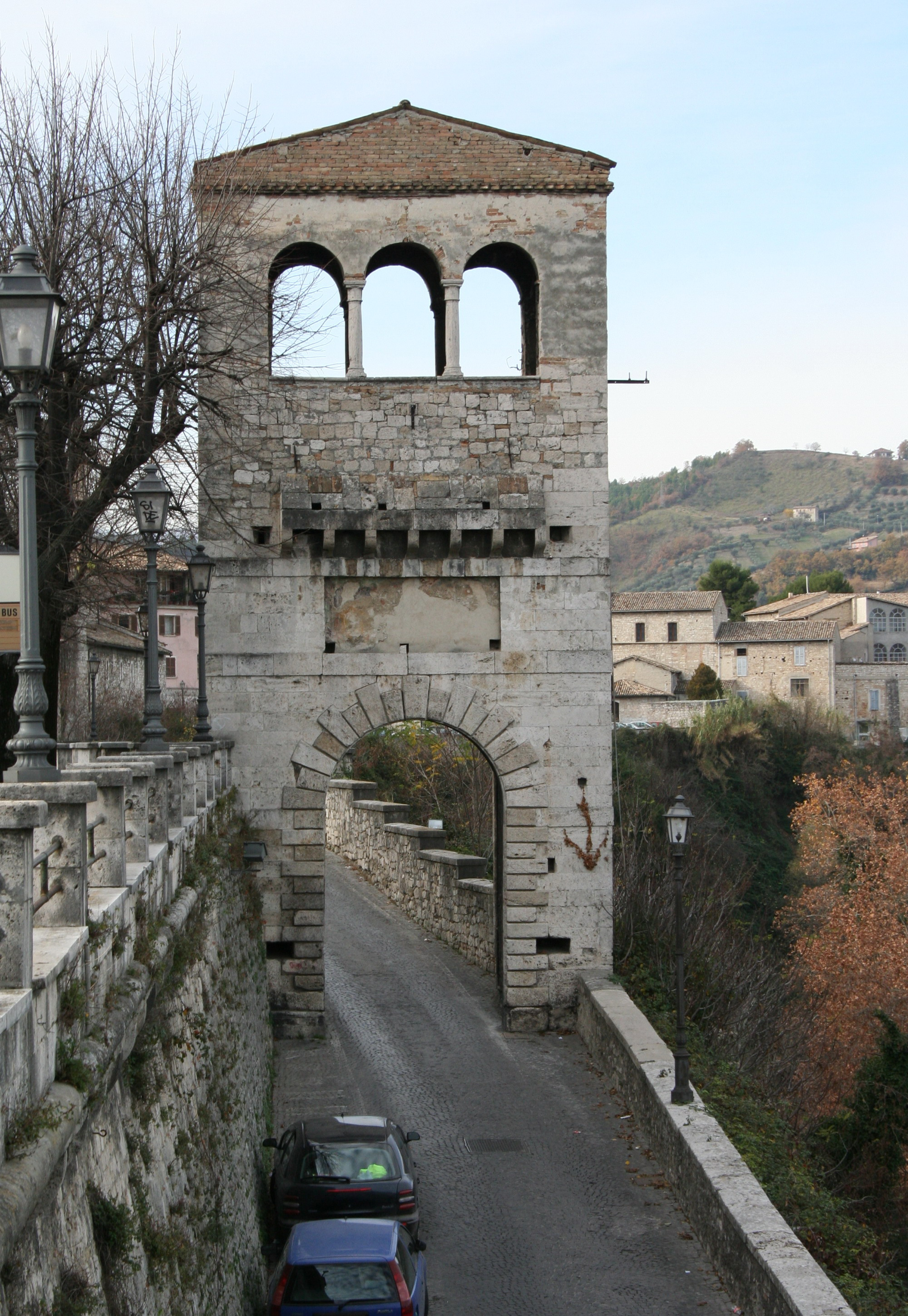
Porta Tufilla

- Ponte di Cecco,
- Ponte del Gran Caso,
- Ponte Maggiore,
- Ponte Nuovo,
- Ponte Romano di Solestà,
- Ponte Rotto,
- Ponte San Giuseppe,
- Ponte Santa Chiara,
- Ponte dei Santi Filippo e Giacomo,
- Ponte Scodella,
- Ponte di Tasso,
- Ponte Tufillo,

## Porte cittadine
- Porta Cartara,
- Porta Maggiore,
- Porta Romana,
- Porta Solestà,
- Porta Tufilla,

## Siti archeologici
- Teatro romano,
- Grotte dell'Annunziata,
- Percorso archeologico interno a palazzo dei Capitani,

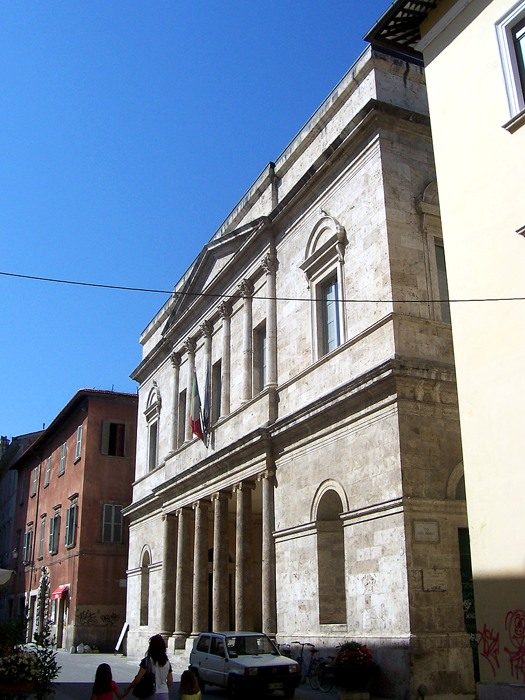
Il teatro Ventidio Basso.

- Necropoli di Castel Trosino,

## Strade
- Via delle Stelle

## Teatri
- Teatro Ventidio Basso,
- Teatro dei Filarmonici,
- Auditorium Emidio Neroni,
- Auditorium Silvano Montevecchi,
- Teatro romano,

## Torri
| - Torre degli Ercolani, - Torre degli Alvitreti, - Torre dei Capitani del Popolo, - Torre dei Cavatrunci, - Torre del Cucco, - Torre dei Grisanti, - Torre degli Imbriani, - Torri gemelle dei Merli, | - Torre dei Parisani, - Torre di Santa Maria Intervineas, - Torre di San Pietro Martire, - Torre di San Venanzio, - Torre di via C. Battisti, - Torre di via delle Donne, - Torre di via della Fortezza/P. Massimi, - Torre di via dei Soderini, |

## Architetture scomparse
- Acquedotto di Porta Cartara,
- Anfiteatro romano (i resti sono interrati in piazza San Tommaso),
- Chiesa di San Biagio,
- Chiesa di San Martino Vescovo,
- Chiesa di San Rocco,